# Oldřich Hrdina
Oldřich Hrdina (15. července 1893 Dolní Chvatliny – 30. března 1973) byl československý politik a meziválečný poslanec Národního shromáždění za Republikánskou stranu zemědělského a malorolnického lidu.

## Biografie
Podle údajů k roku 1925 byl rolníkem v obci Chleby.
V parlamentních volbách v roce 1925 získal mandát v Národním shromáždění. Koncem roku 1925 je uváděn jako předseda organizace Republikánský dorost československého venkova.